# Кука (футболист)
Алекси Стивал (порт.-браз. Alexi Stival; род. 7 июня 1963, Куритиба), более известный под именем Кука (порт.-браз. Cuca) — бразильский футболист, нападающий. В настоящее время — тренер.

## Биография
Кука почти всю свою карьеру отыграл в бразильских клубах. В 1990 году после выступления в основном составе «Гремио» им заинтересовался испанский «Вальядолид», где он отыграл только один сезон, после чего вернулся в Бразилию. Последние годы карьеры провёл в клубах низших лиг. Всего за карьеру игрока выиграл с «Гремио» Кубок Бразилии и два чемпионата штат Риу-Гранди-ду-Сул; с «Интернасьоналом» также однажды становился чемпионом штата. По окончании карьеры футболиста стал тренером.
Тренировал в основном бразильские клубы. Дважды приводил «Ботафого» к чемпионству в Кубке штата Рио-де-Жанейро и один раз «Фламенго». Также с «Фламенго» стал чемпионом Лиги Кариоки.
В 2011 году выиграл с «Крузейро» чемпионат штата Минас-Жерайс. Самый значимый триумф в карьере Алекси Стивала пришёлся на время руководства клубом «Атлетико Минейро». Помимо двух чемпионств подряд в Лиге Минейро, в 2013 году привёл клуб к первой в его истории победе в Кубке Либертадорес.
С 2014 года возглавлял китайский клуб «Шаньдун Лунэн».
14 марта 2016 года назначен главным тренером «Палмейраса». Контракт подписан до конца сезона 2016. 27 ноября 2016 года, за тур до окончания чемпионата Бразилии 2016, «Палмейрас» под руководством Куки, в домашнем матче при рекордной для себя аудитории (40986 человек на стадионе «Альянс Парке»), одержал верх над «Шапекоэнсе» (1:0) и завоевал рекордный для Бразилии 9-й титул. 5 мая 2017 года было объявлено о возвращении Куки в «Палмейрас». 8 мая 2017 года тренер подписал контракт с клубом из Сан-Паулу до конца декабря 2018 года.
30 июля 2018 года назначен главным тренером «Сантоса». Контракт подписан до декабря 2019 года. 23 ноября 2018 года на пресс-конференции объявил, что в связи с состоянием здоровья покинет «Сантос» по окончании сезона 2018.
14 февраля 2019 года назначен главным тренером «Сан-Паулу». Вступил в должность в апреле 2019 года по завершении чемпионата штата Сан-Паулу 2019.
7 августа 2020 года в третий раз в карьере возглавил «Сантос». Контракт был подписан до марта 2021 года. Кука вывел свою команду в финал Кубка Либертадорес 2020. В решающей игре против «Палмейраса» в компенсированное ко второму тайму время Кука спровоцировал конфликт между игроками обеих команд, за что был удалён с тренерской скамейки. Через несколько секунд после возобновления игры «Палмейрас» организовал быструю атаку и забил победный гол. 21 февраля 2021 года покинул «Сантос» по окончании домашнего матча предпоследнего 37-го тура Серии A 2020 против «Флуминенсе» (1:1).
5 марта 2021 года назначен главным тренером «Атлетико Минейро». Контракт был подписан на два сезона. 27 декабря 2021 года расторг контракт с Galo по семейным обстоятельствам. 23 июля 2022 года вернулся в «Атлетико Минейро». Контракт подписан до конца 2022 года. 13 ноября 2022 года в гостевом матче заключительного 38-го тура чемпионата Бразилии 2022 против «Коринтианса» (победа 1:0) Кука достиг исторической отметки: 154 матча в качестве тренера «Атлетико Минейро» в играх чемпионата Бразилии. Предыдущий рекордсмен — Теле Сантана — возглавлял alvinegro 153 матча. 14 ноября 2022 года было объявлено, что по обоюдному согласию Кука не продолжит тренерскую работу в клубе.
20 апреля 2023 года назначен главным тренером «Коринтианса». Контракт подписан до 31 декабря 2023 года.

## Титулы и достижения
В качестве игрока
- Обладатель Кубка Бразилии (1): 1989
- Обладатель Суперкубка Бразилии (1): 1990
- Чемпион штата Риу-Гранди-ду-Сул (4): 1988, 1989, 1990, 1991
- Чемпион штата Пара (1): 1994

В качестве тренера
- Чемпион Бразилии (2): 2016, 2021
- Обладатель Кубка Бразилии (1): 2021
- Чемпион штата Рио-де-Жанейро (1): 2009
- Чемпион штата Минас-Жерайс (4): 2011, 2012, 2013, 2021
- Обладатель Кубка Китайской футбольной ассоциации (1): 2014
- Обладатель Суперкубка КФА (1): 2015
- Обладатель Кубка Либертадорес (1): 2013
- Финалист Кубка Либертадорес (1): 2020